# 北杜市ライブラリーはくしゅう
北杜市ライブラリーはくしゅう（ほくとしらいぶらりーはくしゅう）は、山梨県北杜市の市立図書館。市役所白州総合支所と同じ建物（はくしゅう館）内に設置されている。
日本百名水の一つ「尾白川」が流れる白州町にあることから、「水」に関する資料の収集を行っており、専門書のほか、名水を紹介した本や、健康法、写真集など生活に身近な資料も所蔵している。
併設されたプレイルームでは読み聞かせなどの図書館主催事業が行われている。

## サービス
- 開館時間[3]
  - 火曜日～日曜日 10:00～18:00
- 休館日
  - 月曜日（月曜日が祝日の場合は火曜日）
  - 月末整理日（毎月平日の末日）
  - 年末年始
  - 特別整理期間
- 館外貸出
  - 図書：15冊まで22日間
  - AV資料：3点まで8日間
- 山梨県立図書館の広域返却サービス
- 国立国会図書館デジタル化資料送信サービス
- フリーWi-Hi

## 沿革
- 1998年（平成10年）3月6日 - 白州町図書館検討委員会が図書館の建設を求める答申を提出[4]
- 2003年（平成15年）7月11日 - ライブラリーはくしゅう開館[5]
- 2004年（平成16年）11月1日 - 市町村合併により、北杜市ライブラリーはくしゅうとして開館[6]